# Жекери
Жекери (порт. Jequeri) — муниципалитет в Бразилии, входит в штат Минас-Жерайс. Составная часть мезорегиона Зона-да-Мата. Входит в экономико-статистический  микрорегион Понти-Нова. Население составляет 12 573 человека на 2006 год. Занимает площадь 547,817 км². Плотность населения — 23,0 чел./км².

## История
Город основан 1 сентября 1923 года. 

## Статистика
- Валовой внутренний продукт на 2003 год составляет 58 521 144,00 реалов (данные: Бразильский институт географии и статистики).
- Валовой внутренний продукт на душу населения на 2003 год составляет 4477,17 реалов (данные: Бразильский институт географии и статистики).
- Индекс развития человеческого потенциала на 2000 год составляет 0,662 (данные: Программа развития ООН).